# Pača
Pača é um município da Eslováquia, situado no distrito de Rožňava, na região de Košice. Tem 25,58 km² de área e sua população em 2018 foi estimada em 577 habitantes.

## Demografia
| Ano:        | 1994 | 2004   | 2014   | 2024    |
| ----------- | ---- | ------ | ------ | ------- |
| Broj ljudi: | 667  | 652    | 600    | 524     |
| Razlika:    |      | -2,24% | -7,97% | -12,66% |

| Ano:               | 2023 | 2024   |
| ------------------ | ---- | ------ |
| Número de pessoas: | 529  | 524    |
| Diferença:         |      | -0,94% |